# Storbukta
Storbukta est une localité du comté de Troms, en Norvège.

## Géographie
Administrativement, Storbukta fait partie de la kommune de Balsfjord.